# Hohenbergia blanchetii
Hohenbergia blanchetii es una especie de planta fanerógama perteneciente a la familia de las bromeliáceas. Es originaria de Brasil.

## Taxonomía
Hohenbergia blanchetii fue descrita por (Baker) E.Morren ex Mez y publicado en Flora Brasiliensis 3(3): 267. 1891.
Etimología
Hohenbergia: nombre genérico otorgado en honor del Príncipe de Württemburg, patrono de los botánicos, conocido como Hohenberg.
blanchetii: epíteto otorgado en honor del botánico Jacques Samuel Blanchet.
Sinonimia
- Aechmea blanchetii Baker
- Hohenbergia blanchetii (Baker) E. Morren ex Mez[3]